# Акција епеј
„Акција епеј“ је југословенски филм из 1965. године. Режирала га је Ева Журж, а сценарио је писао Ференц Ерши.

## Улоге
| Глумац           | Улога |
| ---------------- | ----- |
| Милутин Бутковић |       |
| Стојан Дечермић  |       |
| Сима Јанићијевић |       |
| Никола Милић     |       |
| Зоран Радмиловић |       |
| Виктор Старчић   |       |
| Предраг Тасовац  |       |
| Еуген Вербер     |       |